# 人間便器

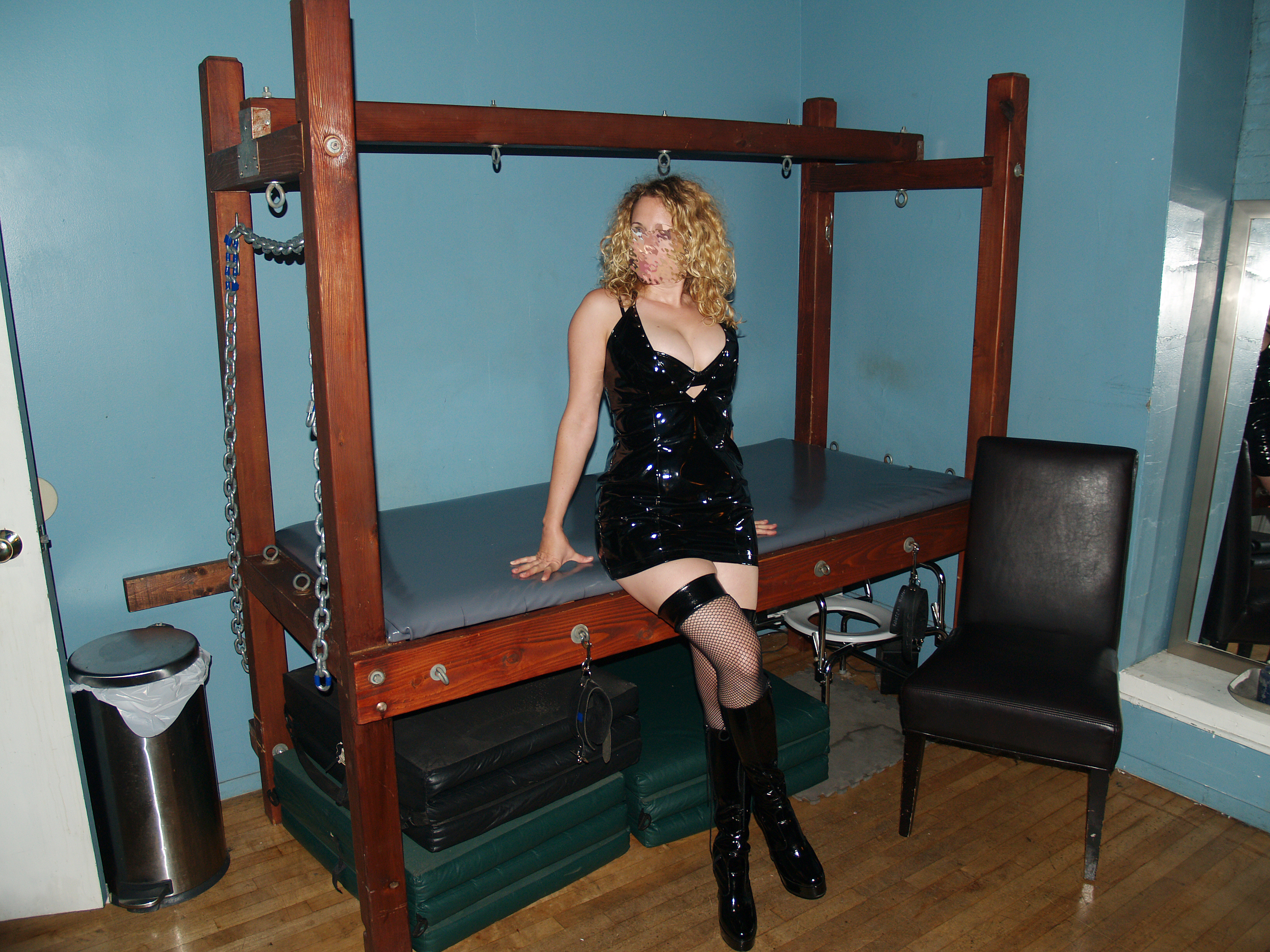
人間便器用の道具
（ボンデージ用のベッドの下、右奥にある）

人間便器（にんげんべんき）は人間を便器として用いることを指す概念、あるいはその行為を行う人間のこと。英語ではhuman toiletという。

## 概要
官能小説やSMプレイに登場するかなりハードなSM行為である。基本的にはスカトロジストによる自発的な場合が多いが、SMにおける調教の一環として強制的に行うこともある。一般的には便器役の人間は床に寝そべり、口を開ける。その口を便器に見た立て排泄することが多い。顔面騎乗の体勢からそのまま排泄することも多い。強制的に行う場合は開口具を用いて口を開く、あるいは身体に排泄物をかけて屈辱を与える。漫画や小説では顔に透明の容器をかぶせられ、そこに尿をされることで呼吸が出来なくなり仕方なしに尿を飲み干す、という責めもある。また、対象となる相手を数日間監禁し、その間、排泄物を与え続けるというプレイもあるが、これは健康面でも非常に危険な行為であり、最悪の場合、命にもかかわる。

## 言葉の変化
かつて人間便器は、食糞・飲尿行為を行う人間のことだけを意味していた。ところが、肉便器が、排泄行為（食糞や飲尿）とは関係なく、不特定多数との性交渉を行う女性を揶揄する言葉として使われるようになってからは、意味が少し曖昧になっている。「便器」が共通しているため、人間便器が肉便器の意味で使われることもあるからである。

## 危険性
飲尿に関しては、健康な人間であれば尿は無菌なので即座に健康に影響することは少ない。しかし、大便は腸内細菌を含み、病原性大腸菌などの影響が懸念される。

## 関連語
- 家畜人ヤプー
- ソドムの市